# James Hard
James Albert Hard (* 15. Juli 1841 in Victor, Ontario County, New York; † 12. März 1953 in Rochester, Monroe County, New York) war ein US-amerikanischer Soldat. Er gilt als der letzte Überlebende, der im Sezessionskrieg auf Seiten der Unions-Armee kämpfte.
Hard trat Ende Mai 1861 in die Unionsarmee ein und kämpfte im 37th New York Volunteer Infantry Regiment unter anderem in der Schlacht am Bull Run, in der Schlacht bei Chancellorsville, der Schlacht am Antietam und der Schlacht von Fredericksburg. Mehrfach hat er nach eigenem Bekunden Präsident Abraham Lincoln getroffen, unter anderem bei einem Empfang im Weißen Haus. Hard starb am 12. März 1953 im angeblichen Alter von 111 Jahren in Rochester (New York). Seine Angaben in den früheren United States Census weisen jedoch jeweils ein um zwei Jahre jüngeres Geburtsjahr aus, wie spätere Recherche ergab.
Der letzte am Kampf beteiligte Veteran der Konföderierten, Pleasant Crump, starb am 31. Dezember 1951 im Alter von 104 Jahren in Lincoln, Alabama.